# Bolyárovo
Bolyárovo (en búlgaro: Боля̀рово) es una ciudad de Bulgaria, capital del municipio homónimo en la provincia de Yámbol.

## Geografía
Se encuentra a una altitud de 183 m s. n. m. a 357 km de la capital nacional, Sofía.

## Demografía
Según estimación 2013 contaba con una población de 1 035 habitantes.
|         | 2004  | 2005  | 2006  | 2007  | 2008  | 2009  | 2010  | 2011  | 2012 |
| Mujeres | 704   | 693   | 689   | 681   | 664   | 664   | 641   | 633   | 614  |
| Varones | 687   | 673   | 668   | 656   | 643   | 639   | 623   | 587   | 583  |
| Total   | 1 391 | 1 366 | 1 357 | 1 337 | 1 307 | 1 303 | 1 264 | 1 220 | 1197 |